# Meloe proscarabaeus
Meloe (Meloe) proscarabaeus Linnaeus, 1758 è un coleottero appartenente alla famiglia Meloidae, diffuso in Europa.

## Descrizione
Il meloe non possiede ali posteriori e le sue elitre sono di dimensioni ridotte, lasciando scoperto gran parte dell'addome (che può essere molto voluminoso nelle femmine). Le sue zampe sono adatte a camminare e ad arrampicarsi e presentano dei robusti tarsi. La sua testa è prominente in avanti e ha una forma triangolare, più larga in prossimità del pronoto. Quest'ultimo è la parte più stretta del meloide, e conferisce un grande raggio di mobilità alla sua testa.

## Distribuzione e habitat
Vive nei prati, ai margini dei campi coltivati e in altri posti caldi in tutto il continente europeo - ad esclusione del nord.

## Biologia
Le femmine depongono le uova nel suolo. Al momento della schiusa le larve, simili a pesciolini di terra, si arrampicano su un fiore e aspettano l'arrivo di un'ape solitaria. Con i loro artigli ben sviluppati si attaccano all'ape e si lasciano trasportare fino al suo nido, dove si nutrono delle uova delle api, del polline e del nettare. Durante questa fase le zampe quasi si atrofizzano, arrivando quasi a sparire nella fase immediatamente precedente alla trasformazione in pupa. Le larve pupano nel nido dell'ape, che poi lasciano subito dopo per cercare un partner per la riproduzione.